# Kitaiskaja filossofija
Kitaiskaja filossofija. Enziklopeditscheski slowar (russisch Китайская философия. Энциклопедический словарь, wissenschaftliche Transliteration Kitajskaja filosofija. Ėnciklopedičeskij slovar'; „Chinesische Philosophie. Enzyklopädisches Wörterbuch“), mit chinesischem Titel 中国哲学 (Zhōngguó zhéxué), ist ein von dem russischen Sinologen Michail Leontjewitsch Titarenko als Chefredakteur von Autoren wie Nikolai Wjatscheslawowitsch Abajew und anderen herausgegebenes russisches Nachschlagewerk zur chinesischen Philosophie. Es erschien 1994 in Moskau und umfasst 573 Seiten. Das enzyklopädische einbändige Buch zur Geschichte der chinesischen Philosophie und des gesellschaftspolitischen Denkens von der Zeit des Alten China bis hinein in die Gegenwart stellt bedeutende Schulen und Strömungen, philosophische Schriften, Persönlichkeiten, Grundbegriffe und Kategorien der chinesischen Philosophie vor sowie russische und ausländische Forscher, Gelehrte und Übersetzer. An dem Werk haben neben zahlreichen russischen Gelehrten auch verschiedene chinesische Autoren mitgewirkt und es bezieht beispielsweise auch die japanische Forschung stärker mit ein. Das Werk zählt über 900 Einträge.

## Textbeispiel:БИО(Biot)Эдуард/ Édouard Biot
«БИО (Biot) Эдуард. 1803-1850. Франц. синолог. Сын специалиста по кит. и инд. астрономии акад. Ж.-Б. Био. Ученик С. Жюльена. Осн. труды по кит. астрономии, экономике и социальной истории Китая. Выполнил пер. на франц. яз. "Чжоу ли". *Le Tcheou-Li ou Rites des Tcheou. T. I - II. P. 1851.»

In ungefährer deutscher Übersetzung (Abkürzungen ausgeschrieben):

„Édouard Biot (1803-1850). Französischer Sinologe. Sohn des Akademikers J.-B. Biot, eines Spezialisten für chinesische und indischen Astronomie. Schüler von S. Julien. Hauptwerke über chinesische Astronomie, Wirtschaft und Sozialgeschichte Chinas. Übersetzte das Zhouli ins Französische: Le Tcheou-Li ou Rites des Tcheou. 2 Bände. Paris 1851.“

## Verschiedenes
In der russischsprachigen Wikipedia gibt es ein Projekt:Slowniki/Kitaiskaja filossofija (russisch Проект:Словники/Китайская философия, „Projekt:Wörterbücher/Chinesische Philosophie“), worin sämtliche Lemmata (untergliedert nach Китайские философы / Исследователи китайской философии / Термины; das heißt Chinesische Philosophen / Forscher zur chinesischen Philosophie / Begriffe) aufgelistet sind und dem die in der russischsprachigen Wikipedia behandelten Artikel zu entnehmen sind (siehe die blau gefärbten Links).